# Russeifa

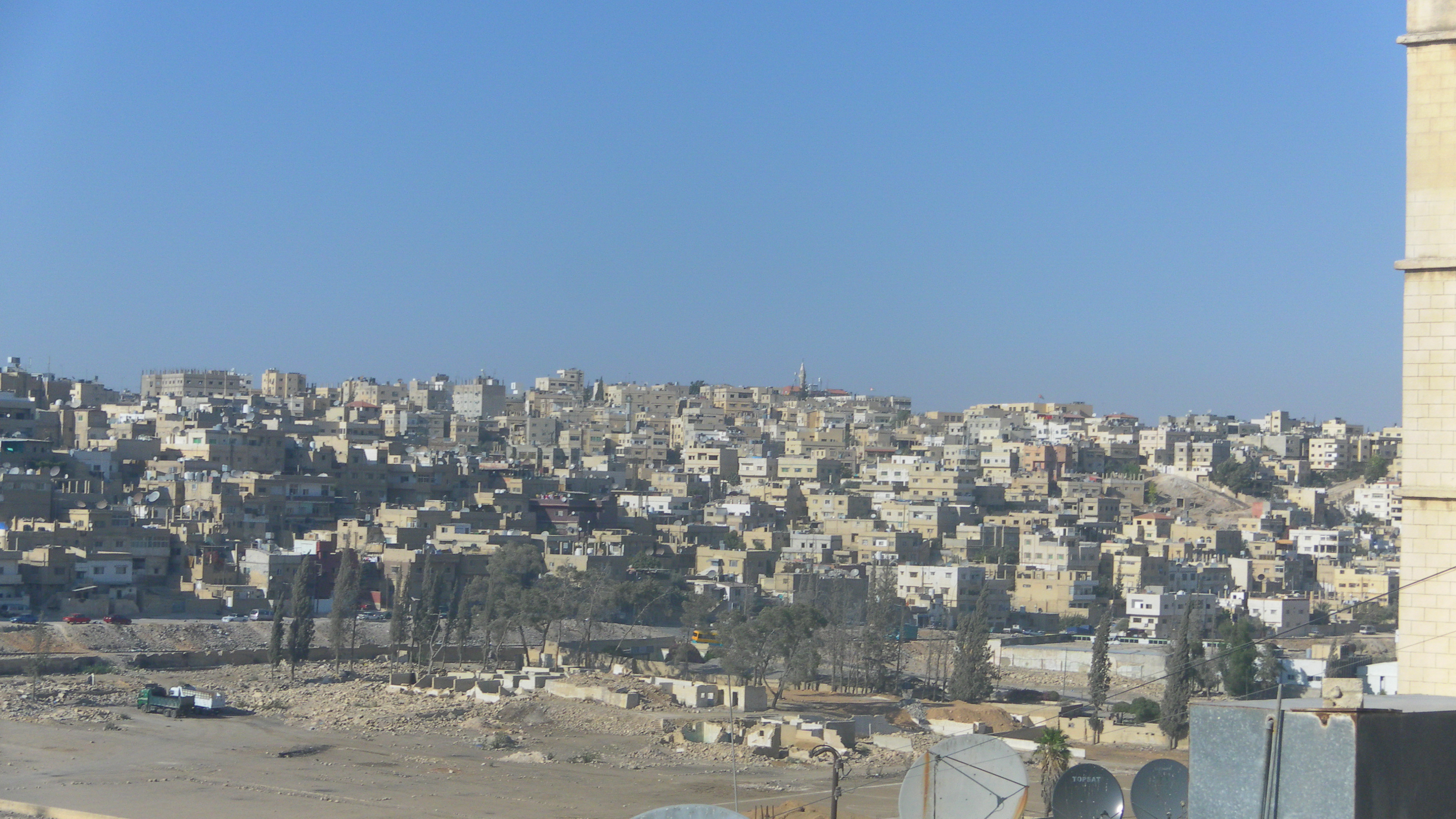
Vista de la ciutat

Russeifa (àrab: الرصيفه, ar-Ruṣayfa) és la tercera ciutat més poblada de Jordània.

## Situació
Situada a la vall del riu Zarqa, a l'eix que va d'Amman a Zarqa, forma part d'una àrea metropolitana amb aquestes dues, només superada a la regió de l'Orient Pròxim per la de Damasc.

## Població
El càlcul de població de 2012 és de 369.165 habitants, tercera del país, només per darrere de la capital, Amman, amb 1.243.908 i de Zarqa, amb 486.042. El seu terme municipal és petit, amb només 38 km², la qual cosa produeix una densitat de població de gairebé 10.000 h/km².

## Economia
Russeifa s'ubica a mig camí entre Amman i Zarqa, a uns 10 km de cadascuna d'elles i està adscrita administrativament a la Governació de Zarqa. Posseeix unes importants mines de fosfats que han marcat l'economia de la zona i també han propiciat l'establiment de diverses indústries pesants al seu entorn.